# Luheria constricta
Luheria constricta är en insektsart som beskrevs av Henry Fairfield Osborn 1923. Luheria constricta ingår i släktet Luheria och familjen dvärgstritar. Inga underarter finns listade i Catalogue of Life.